# 航天器列表
航天器列表列表、太空船列表列表：
- 載人太空船列表（英语：List of crewed spacecraft）
- 太陽系探測器列表
  - 活躍的太陽系探測器列表（英语：List of active Solar System probes）
  - 月球探测器列表
  - 火星登陸器列表（英语：List of Mars landers）
  - 火星轨道器列表
- 太空望遠鏡列表
  - 空间望远镜列表
  - 擬議的空間觀測站列表（英语：List of proposed space observatories）
- 货运飞船参数对比
- 獵鷹9號一級推進器列表
- List of heaviest spacecraft
- 苏联卫星计划
- 不可充電電池的太空船列表（英语：List of spacecraft powered by non-rechargeable batteries）
- 電力推進太空船列表（英语：List of spacecraft with electric propulsion）
- 太空飛機列表（英语：List of spaceplanes）
- 火箭上面级列表
- 國際太空站部署的太空船列表（英语：List of spacecraft deployed from the International Space Station）

## 另見
- 天文物體列表（英语：Lists of astronomical objects）
- 望遠鏡列表（英语：Lists of telescopes）
- 航天机构列表
- 太空人列表
- 太空科學家列表（英语：Lists of space scientists）

## 外部連結
- 所有發射過的航天器列表 List of All Spacecraft Ever Launched （页面存档备份，存于）, accessed 02/10/2019
- 太空任務和太空船 Space Missions and Space Craft （页面存档备份，存于）, accessed 02/10/2019
- 26 Types of Spacecraft （页面存档备份，存于）, accessed 02/10/2019

|  | 本条目是列表索引。 |